# Нотобранх Фурцера
Нотобранх Фурцера (лат. Nothobranchius furzeri) — вид лучепёрых рыб семейства нотобранхиевых (Nothobranchiidae).
Вид назван в честь натуралиста-исследователя Ричарда Фурцера из Родезии, обнаружившего вид в национальном парке Гонарежу в Зимбабве.

## Описание
Максимальная длина тела самцов 6,5 см, самки немного меньше. Окраска тела сильно варьируется.

## Распространение
Вид распространён в Мозамбике и Зимбабве. Рыба живёт в полузасушливых районах в сезонных водоёмах, пересыхающих в сухой сезон. Когда водоём пересыхает, все рыбки погибают; остаётся только икра в латентном состоянии в сухой грязи на один и, возможно, более года.

## Жизненный цикл
Становятся половозрелыми на 14-й день от вылупления из икринки (самое быстрое взросление среди всех позвоночных). На третий месяц жизни у рыб проявляются признаки старения и они умирают в возрасте 3—12 месяцев в зависимости от окружающей среды. В связи с этими особенностями нотобранх Фурцера используется в качестве модельного животного в опытах по изучению старения.